# Södra Allégatan
Södra Allégatan är en gata i stadsdelen Haga i Göteborg. Den är cirka 425 meter lång och sträcker sig från Järntorget till Sprängkullsgatan.
Gatan fick sitt namn år 1875 efter dess läge på södra sidan av Nya Allén. Det tidigare namnet var Allégatan, fastställt år 1852.
Enligt stadsplanen finns inga tomter på gatans norra sida - där ligger Nya Allén. Av denna orsak har gatuadresserna på södra eller högra sidan numrerats i följd med både udda och jämna nummer. Några adresser i nummerserien har dock försvunnit i samband med rivningar och nybyggen.

## Adresser (urval)
- Södra Allégatan 1 – Arbetareföreningens hus, invigt 1874,  år  1959 ersatt av nybyggnad för tidningen Ny Tid, senare Arbetet,  med gatuadress Järntorget 8. I Arbetareföreningens hus låg Nya teatern samt den äldre Hagateatern.
- Södra Allégatan 2 – Hagateatern i en lokal som tidigare var biografen Biorama.
- Södra Allégatan 3  – Hagabadet, uppfört 1875–1876 som Renströmska Bad- och Tvättanstalten. Byggnaden tjänstgjorde som bad fram till år 1956. Den renoverades åren 1995–1997.
- Södra Allégatan 4 – Dicksonska folkbiblioteket, uppfördes åren 1896–1897 och drevs som bibliotek fram till år 1967. Numera används lokalerna för bland annat pensionärsverksamhet under namnet Allégården.[3]
- Södra Allégatan 6 –  Axesshuset, uppfört 1990 i anslutning till en parkeringsanläggning, som fyller större delen av kvarteret. Axesshuset, som främst inrymmer vårdrelaterade verksamheter, såldes 2016 av Göteborgs stads parkerings AB till fastighetsbolaget Wallenstam.[4] Byggnaden ersätter tre tidigare fastigheter med adresserna Södra Allégatan 5, 6, och 7. I dessa har funnits följande biografer:
  - Södra Allégatan 5 – Haga Kinematograf  1904–1911.
  - Södra Allégatan 6 – Metropol 1914–1929, Röda lyktan 1929–1960.
  - Södra Allégatan 7 – Stora Biografen  1905–1922.
- Södra Allégatan 9 – Frälsningsarméns lokaler. Byggnaden, uppförd i gult tegel med höga välvda fönster, byggdes år 1880 som varietélokalen Concert du Boulevard och inköptes år 1895 av Frälsningsarmén.[5]

- Södra Allégatan 10 –  Träbyggnader uppförda år 1828 som kasern och stall för  en avdelning av Kronprinsens husarregemente. Denna avdelning, som givit namn till den anslutande Husargatan, kom till vid slutet av 1700-talet och drogs in 1875.[6] Där var sedan polisstation under åren 1888–1914. Fastigheten  innehas sedan 1981 av Frälsningsarmén.[5]